# Lê Văn Thụ
Lê Văn Thụ (30 tháng 5 năm 1908 –1996) là luật sư từng giữ chức Phó Tổng Chưởng lý Tối cao Pháp viện Việt Nam Cộng hòa.

## Tiểu sử
Lê Văn Thụ chào đời ngày 30 tháng 5 năm 1908 tại Phủ Lý, Hà Nam, Bắc Kỳ, Liên bang Đông Dương.:782
Năm 1932, ông thi đậu lấy bằng triết học và luật tại Đại học Montpellier ở Pháp.:782 Sau đó về nước hành nghề luật sư ở Hà Nội.
Từ năm 1950 đến năm 1954, ông là Chủ nhiệm Phân ban Dân sự của Tòa Sơ thẩm Hỗn hợp Pháp-Việt Hà Nội và Tòa Hình sự Pháp-Việt Hà Nội.:782 Từ năm 1955 đến năm 1956, ông trở thành Tổng Thư ký Bộ Tư pháp Việt Nam Cộng hòa.:782 Năm 1956, ông được bổ nhiệm làm Phó Chánh án Tòa Sơ thẩm Sài Gòn, rồi sau thăng chức lên Chánh án Tòa Sơ thẩm Sài Gòn từ năm 1956 đến năm 1959.:782
Từ năm 1959 đến năm 1968, ông giữ chức vụ Phó Chánh án Tòa Sơ thẩm.:782 Sau năm 1969, ông nhận lời làm Trưởng phòng Hình sự Trung tâm Nghiên cứu Pháp luật và Phó Tổng Chưởng lý Tối cao Pháp viện Việt Nam Cộng hòa.:782
Năm 1965, ông làm trưởng phái đoàn Việt Nam tại Hội nghị Tư pháp châu Á tổ chức tại Tokyo, Nhật Bản.:782 Ông còn là thành viên Hội đồng Thẩm phán Cấp cao từ năm 1961 đến năm 1963. Đồng thời là thành viên Ủy ban Soạn thảo Pháp điển từ năm 1961 đến năm 1966.:782

## Đời tư
Theo cuốn Who's who in Vietnam xuất bản năm 1974, Lê Văn Thụ là người tin theo Nho giáo, đã lập gia đình và có 8 người con.:782

## Vinh danh
- Huân Chương Công Trạng[1]:783
- Tư Pháp Bội Tinh Đệ Nhất Hạng (1958)[1]:783